# Claro
Claro es un conglomerado mexicano de servicios de telecomunicaciones, entretenimiento, servicios en la nube, streaming y comercio electrónico presente en América Latina, de propiedad de la empresa mexicana América Móvil. La marca fue creada y lanzada por primera vez el 17 de septiembre de 2003 en Brasil, a partir de la fusión de varios operadores telefónicos de ese país pertenecientes a América Móvil.  En 2005, América Móvil anunció la expansión de la marca a otros países de América Latina.
Claro cuenta con presencia en 15 países del continente, con cerca de 262 millones de clientes inalámbricos, 30 millones de líneas fijas, 17 millones de accesos de banda ancha y 16 millones de abonados de televisión por cable.

## Sudamérica

### Argentina, Paraguay y Uruguay
Claro Argentina nació en marzo de 2005, sustituyendo a la marca CTI Móvil, que había sido adquirida por América Móvil en 2000. CTI comenzó a operar comercialmente en el interior de Argentina en 1991 bajo el nombre de Compañía de Teléfonos del Interior S.A., tras haber resultado adjudicataria de la licitación internacional convocada por el gobierno argentino para el Área I correspondiente al Norte y Área II al Sur. En 1996, la compañía extendió su servicio inalámbrico en la región del AMBA (Capital Federal y Gran Buenos Aires), donde comenzó a brindar servicios PCS. Durante ese año, también habilitó el servicio de larga distancia nacional e internacional desde telefonía fija y cambió su nombre por Compañía de Telefonía Integral S.A.
En su período de operación la empresa ha brindado la posibilidad de acceder a servicios de avanzada a enormes extensiones rurales y pequeñas localidades del interior del país, integrándolas al territorio nacional. En diciembre de 2000, CTI Móvil lanzó el servicio de telefonía móvil con tecnología GSM y hoy cuenta con la red de telefonía inalámbrica GSM más completa de la región con más de 65 servicios adicionales a la telefonía móvil. La principal cualidad que publicita la empresa, es su cobertura 100% GSM en la República Argentina, Uruguay y Paraguay.
En julio de 2005 cambió el nombre de su razón social a AMX Argentina S.A. En noviembre de 2005 lanzó su tecnología 3G en las ciudades de Córdoba, Buenos Aires, Costa Atlántica Argentina, Rosario, Asunción (en Paraguay) y Montevideo (en Uruguay). Desde 2008 la cobertura 3G llegó al resto de las provincias del país y otras de Paraguay (Encarnación y Ciudad del Este) y Uruguay (Punta del Este).
Claro Argentina, Paraguay, y Uruguay también es subsidiaria al 100% de América Móvil, S.A.B. de C.V. BMV: AMX NYSE: AMX. NASDAQ: AMOV LATIBEX: XAMXL, el proveedor líder de servicios inalámbricos en Iberomérica con operaciones en 18 países del continente americano y 262 millones de suscriptores celulares, 30 millones de líneas fijas, 17 millones de accesos de banda ancha y más de 16 millones de suscriptores de televisión a diciembre de 2009.
La base de suscriptores móviles de Claro Argentina superó en agosto de 2009 los 20 millones de clientes, transformándose en la primera compañía del país en superar dicha barrera y consolidar su liderazgo en el mercado.
A partir del 20 de marzo de 2008, CTI Móvil cambió su nombre a Claro, para así unificar a Argentina, Paraguay y Uruguay con el resto de Iberoamérica.
A partir de octubre de 2007, se produce la integración de Telmex y de Ertach, transformando a la compañía en proveedor líder de servicios móviles, fijos, internet, inalámbricos y servicios de alto valor agregado a empresas y particulares, ampliando los servicios que Claro ofrece en Argentina, Uruguay y Paraguay.
En el mes de noviembre de 2008, Claro anunció el despliegue de la Red 4G bajo HSPA+ en Argentina, Uruguay y Paraguay. 
Al cierre del 2024 la empresa ofrece 4G en prácticamente todo el territorio argentino junto a otros servicios al hogar como internet por fibra óptica, televisión digital por IPTV, servicios de nube, entre otros. 

### Brasil
Claro Brasil fue lanzada en 2000 con la fusión de las operadoras ATL de América Móvil (sirviendo a los estados de Río de Janeiro y Espírito Santo), BCP (atendiendo en la región metropolitana de São Paulo, Pernambuco, Alagoas, Ceará, Paraíba, Piauí y Rio Grande do Norte), Americel (Acre, Tocantins, Rondônia, Distrito Federal, Goiás, Mato Grosso, Mato Grosso do Sul), Tess Celular (otras áreas del estado de São Paulo) y Claro Digital (atendiendo a Rio Grande do Sul).
Luego expandió su servicio a los estados de Bahía, Sergipe, Santa Catarina, Paraná y Minas Gerais. Para 2009, el proveedor se encontraba disponible en más de 2000 ciudades brasileñas. Junto con Vivo, Claro fue una de las dos operadoras que introdujeron el teléfono celular iPhone 3G en Brasil. También administra un servicio de televisión por suscripción, Claro TV.

### Chile

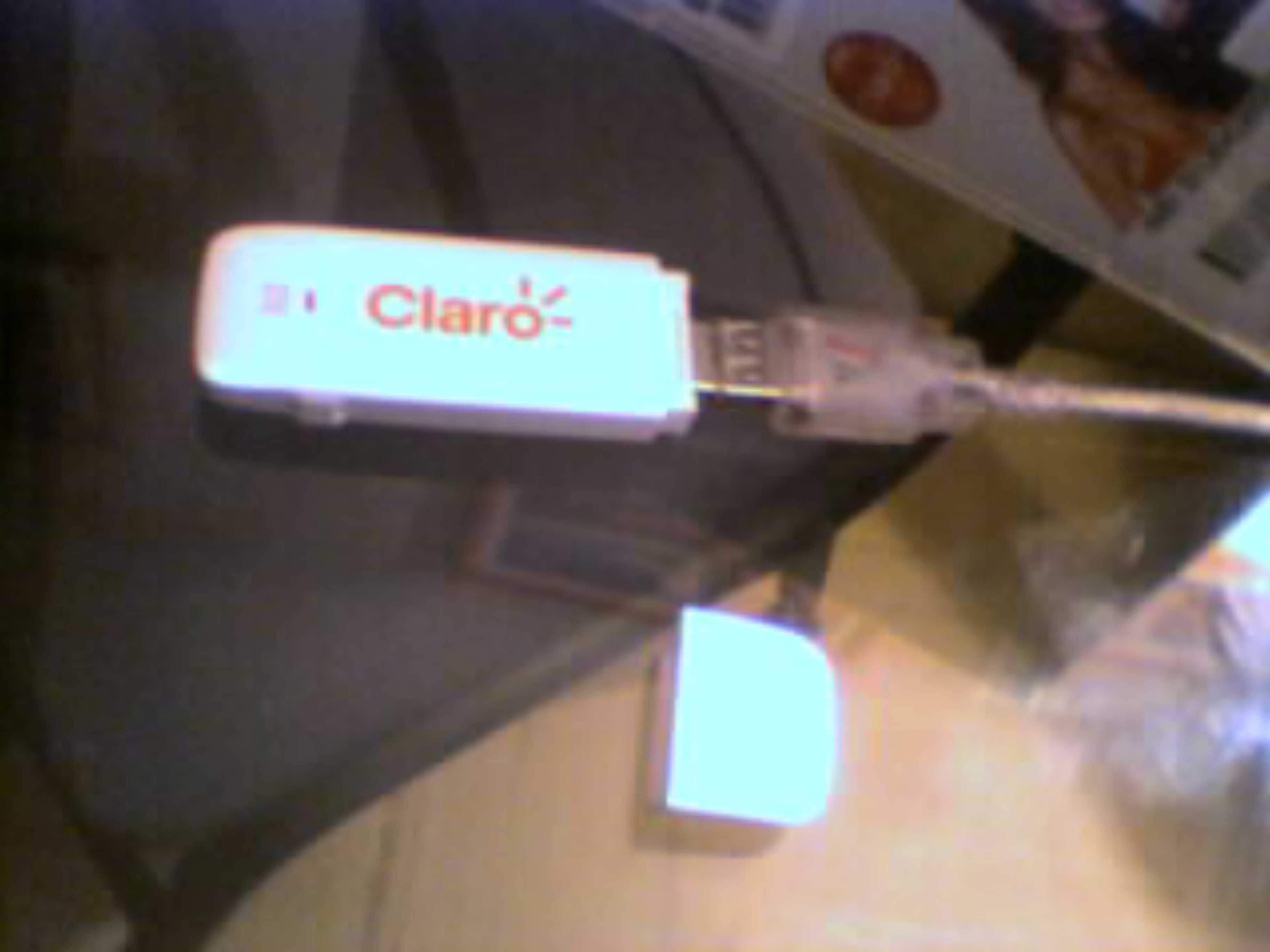
Módem de Claro (Chile).

Chilesat PCS nace en 1994, cuando el Estado chileno entrega la cuarta licencia de telefonía móvil para operar en el país, bajo las tecnologías CDMA, TDMA y GSM. Chilesat PCS nació bajo el alero de Chilesat en un joint Venture con Qualcomm Wireless, con cobertura inicial abarcaba las regiones Metropolitana de Santiago, de Valparaíso y del Biobío. En 1996, la compañía adopta el nombre de Smartcom PCS, expandiendo su servicio al resto del país.
Smartcom PCS fue adquirida en junio de 1997 por la compañía estadounidense Leap Wireless International y luego en 2000, por la compañía eléctrica española Endesa. En 2002 fue vendida a América Móvil y el 6 de agosto de 2003, la compañía pasó a usar la marca Claro, sumándose a esta red actualmente existente en Brasil, Perú, Centroamérica y el Caribe.
El 20 de abril de 2003, adquirió una banda de 25 MHz licitada por Movistar Chile, que se vio obligada a ceder parte de su espectro por ser una de las exigencias impuestas por la Fiscalía Nacional Económica de Chile para autorizar la fusión entre Telefónica Móvil (propietaria de Movistar Chile) y la subsidiaria local de la estadounidense BellSouth, que fuera adquirida por la española en marzo de 2001.
En la actualidad, la empresa posee cerca siete millones de clientes, cifra que la sitúa como la tercera compañía en cuanto a cobertura y cantidad de abonados.
Durante 2004 y 2005, Claro Chile invirtió más de US$ 5 millones en expandir su cobertura y mejorar su red, totalizando más de 1.700 antenas dentro del territorio y ofreciendo cobertura 3G desde Arica hasta Punta Arenas.
A finales de 2007, América Móvil y Telmex Chile fusiona sus operaciones con Claro Chile ampliando su oferta, ofreciendo así; telefonía móvil, telefonía residencial, Internet banda ancha tanto fija como móvil, televisión por cable y satelital.

#### Operadores virtuales
Una multa de US$ 2,7 millones (3000 UTA o $ 1400 millones de pesos) deberán pagar cada una de las tres empresas de telefonía móvil del país: Movistar, Entel y Claro. Así lo determinó la sentencia emitida por la Corte Suprema, tras revocar el fallo ejecutado en septiembre de 2010 por el Tribunal de Defensa de la Libre Competencia (Tdlc). Este organismo había rechazado un requerimiento presentado en 2004 por la Fiscalía Nacional Económica (FNE), en el que acusaba a las tres telefónicas de ejecutar acciones tendientes a impedir el ingreso de Operadores Móviles Virtuales (OMV), empresas que compran tráfico telefónico a operadores con redes para la posterior reventa con su propia marca.

### Colombia
El grupo Empresarial América Móvil en Colombia informó el 14 de junio de 2009 a través de un comunicado que inició oficialmente un proceso de cambio y unificación de marca. Las reconocidas marcas de las telecomunicaciones, Comcel y Telmex (esta última Mexicana) desaparecieron para darle paso a la marca Claro. El 26 de junio de 2012 entró Claro al país reemplazando así a las marcas Comcel y Telmex.

### Ecuador
En 1990 se crea el Consorcio Ecuatoriano de Telecomunicaciones S.A., CONECEL, bajo la marca comercial "Porta". El Estado ecuatoriano otorgó una licencia de operación y uso de espectro  concesionado por 15 años. Esta fue la primera empresa de telefonía móvil del país, a la que se le sumó meses después la competencia Bellsouth de Otecel. El principal accionista durante la década de 1990 fue el Banco Amazonas, de Simón Parra. Años más tarde en 2005 la concesión sería renovada dentro de polémica y negociaciones en las que intervino el presidente de Ecuador.
En 1997 es adquirida por la empresa de capital mexicano América Móvil y mantuvo el nombre genérico inicial, el cual estuvo vigente hasta 2011. Dos años antes del cambio de marca, el logotipo y línea gráfica corporativa había evolucionado a tal punto de ser casi idéntico con la marca sucesora Claro, siguiendo la tendencia regional de unificación de marca con excepción de México.
En 2005 la operadora mexicana Telmex adquirió una empresa local de servicios fijos de telefonía e internet denominada EcuadorTelecom S.A. que operaba como Ecutel. Entre 2005 y 2011 la marca Telmex ofrecía además televisión pagada. En 2011 los servicios prestados por EcuadorTelecom pasaron a comercializarse bajo Claro, en conjunto con telefonía e internet móvil de Conecel.
El 16 de febrero de 2011 fue anunciado que la empresa de telefonía ecuatoriana Porta (y Telmex) a partir del segundo trimestre del año 2011 pasará a llamarse Claro. Los comerciales por radio y televisión comunicaban al finalizar, "Porta se llamará Claro". Desde el 20 de marzo de 2011, Porta se convirtió en Claro, empezando a usar el sitio web, publicidad, locuciones e imagen corporativa de Claro. Su primer eslogan fue "Más cerca, más Claro" y su tema musical es "Claro que sí" interpretado por Juan Fernando Velasco.
En cuanto a tecnología de sus redes móviles, arrancó en 1990 con la tecnología analógica AMPS lanzada comercialmente en los Estados Unidos 10 años antes. En 1993 complementaron su red con Digital AMPS, también llamada TDMA. Para mayo de 2000 lanzaron, por primera vez en el país, una red GSM (que emplea tarjetas SIM), a la que le complementarían pocos meses más tarde su portadora de datos GPRS. Dos años más tarde la tecnología 2.5G EDGE se introdujo como una mejora a la red de datos GPRS. En 2004 dieron de baja y retiraron celdas que ofrecían servicios analógicos y TDMA con el fin de liberar espectro y por obsolescencia. En 2005 implementan UMTS/W-CDMA, la primera red 3G, a la que le siguió la mejora técnica HSPA+ en 2009. Finalmente, desplegó LTE en junio de 2015 mejorándola hacia LTE Advanced en fines de 2017.
En su infraestructura fija, cuentan con una importante red urbana de HFC y fibra óptica GPON mediante las cuales ofrecen servicios empaquetados: teléfono, internet y televisión, a segmentos residenciales y pymes. El servicio corporativo está basada en la red backbone de su infraestructura móvil y ofrece servicios de transmisión de datos, internet dedicado e incluso carrier internacional para ISP pequeños. Cuenta con red propia de fibra óptica con anillos redundantes interurbanos para interconexión de sus radiobases, así como enlaces microonda para localidades remotas rurales. En poblados remotos de Galápagos o provincias amazónicas cuenta con enlaces satelitales de terceros.
Dentro de sus servicios complementarios al de telefonía móvil personal, están la provisión de soluciones de automatización para máquinas M2M: localizadores de automóviles, terminales transaccionales inalámbricos para tarjetas de crédito, alarmas, dispositivos telemétricos, videovigilancia, telefonía pública, módem-router portátil, virtual PBX, televisión satelital, conexión para cajeros automáticos, entre otros. Entre sus productos complementarios de servicios fijos, están los Claro Cloud (hosting y máquinas virtuales), troncales SIP, Hotspot, enlaces de datos MPLS, entre otros.
A través de su red, el 96% del territorio ecuatoriano poblado tiene acceso al servicio móvil. Claro mantiene alrededor de 2.600 empleos directos y 350.000 indirectos; además cuenta con más de 5500 puntos de venta, más de 80 Centros de Atención a Clientes y canales de atención 24/7.
A 2018 es y ha sido la operadora con mayor participación en el mercado. Desde 2016 ofrece en sus tarifas móviles comerciales planes con llamadas y SMS ilimitados a cualquier destino nacional, cierta cantidad de minutos internacionales, acceso a internet con limitación de 3 GB, y WhatsApp gratis por $25,00 USD más 12% de IVA bajo esquema pospago mensual.

### Perú
Después de Brasil, Perú se convierte en el primer país de habla hispana en adoptar la marca Claro.
Claro opera desde el 11 de octubre de 2005, después de la adquisición por parte de América Móvil de la compañía TIM Perú. Además América Móvil había ganado una licitación para ingresar al Perú meses atrás. Dice ser la compañía con mayor cobertura del país según OSIPTEL y segunda en cantidad de usuarios después de Movistar. En este país posee más de 13 millones de usuarios.
Claro Perú ofrece servicios con una red GSM en la frecuencia de 1900 MHz, la misma que cuenta con GPRS y EDGE en casi todo el territorio, además posee una red UMTS en la frecuencia 850MHz.
En abril de 2005 fue la primera empresa en lanzar un servicio 3G luego de Movistar sobre una plataforma GSM, usando la tecnología UMTS y actualizada a HSDPA en la banda de 850 MHz a una velocidad de hasta 1,5 Mbps.
El 1 de octubre de 2007 se fusionó con Telmex Perú. El director comercial de América Móvil, Rodrigo Arosemena, confirmó el inicio del proceso.

## Centroamérica y el Caribe

### Guatemala
Claro fue lanzada en Guatemala 7 de septiembre de 2003, como parte de un proceso de integración de las marcas nacionales PCS Digital y por Alo de PCS, siendo el segundo mayor operador de telefonía móvil del país, con más de 4 millones de usuarios y el primero a nivel de líneas fijas con más de 80% de participación en el mercado. Claro compite con operadores regionales como Movistar (CDMA, GSM y UMTS) y TIGO (TDMA/GSM y UMTS) con servicio sobre redes CDMA y UMTS en la banda de 1900 MHz y GSM en las banda de 900 y 1900 MHz (900/1900). Siendo la única filial de América Móvil en operar esta combinación de bandas (tradicionalmente 850/1900 o 900/1800). Peculiaridad que la hace óptima para ofrecer servicios de roaming a turistas con la mayoría de terminales GSM ya que al menos una de las frecuencias es usada en modelos de 2 y 3 bandas. Ofrece cobro por segundo, por minuto, por llamada (bloques de 10 minutos) o por centavo, a elección del usuario. En 2015 Claro lanzó la red 4Glte o LTE, claro en la actualidad es la compañía con mejores servicios en postpago de Guatemala.
Claro Guatemala, lanzó la red UMTS/HSDPA en la banda de 1900 MHz el 14 de abril de 2005, siendo el primer operador en ofrecer este servicio; el servicio fue lanzado con cobertura en Ciudad de Guatemala y Antigua Guatemala (actualmente ampliando la cobertura a las 45 principales ciudades). En diciembre de 2008, ofrece comercialmente HSPA+ o 4G en Ciudad de Guatemala con una velocidad real de hasta 5 mbps.
El 24 de enero de 2019, se informó que Claro Guatemala compró Movistar Guatemala, por lo que Claro tiene como único competidor a Tigo.
El 18 de julio de 2021 los servicios de Claro sufrieron una caída a nivel nacional dejando a sus millones de usuarios sin servicios de red por casi 24 horas restableciéndose los servicios completamente el día 19 de julio por lo que debió compensar a sus clientes.

### El Salvador
En El Salvador, la fusión se da en 2004 cuando Telmex adquiere las acciones de CTE Telecom, que era la empresa de telefonía líder en el país, y que años atrás adquiriera la firma francesa France Télécom. El cambio de nombre se realizó en 2006 en un principio únicamente en el servicio de telefonía móvil y entra con la campaña "Claro que tienes más", los servicios de telefonía fija, pública e Internet seguían denominándose como "Telecom".
Es hasta 2009 que la empresa cambia totalmente su nombre a Claro El Salvador, y todos sus servicios pasan a identificarse con ese nombre y se da la incursión de Claro TV con servicio de televisión por cable.
Compite directamente con Tigo, Digicel y Movistar. Ha recibido por tres años consecutivos el reconocimiento por Ookla® como El Operador con la Red de Internet Móvil más Rápida de El Salvador (2021, 2022 y 2023).

### Honduras y Nicaragua
La marca fue lanzada en, Honduras y Nicaragua en septiembre de 2006 como un proceso de agrupación de las marcas PCS Digital, Alo y Enitel (Empresa Nicaragüense de Telecominicaciones) que operaban en la región Contando en estos países con buena cobertura. Opera redes GSM en bandas de 1900 en Claro Honduras, mientras en Claro Nicaragua opera una red GSM 1900 con cobertura extendida y una UMTS 850 MHz con cobertura en gran parte del país.

### Costa Rica
Después de la apertura de las telecomunicaciones en Costa Rica, rompiendo el monopolio de telecomunicaciones del Grupo ICE, el gobierno abrió un concurso para aquellas empresas que desean entrar a Costa Rica a operar en el campo de telecomunicaciones, Claro superó la primera fase del concurso organizado por la SUTEL (Superintendencia de Telecomunicaciones) de Costa Rica, el 18 de enero de 2011, para asegurarse una licencia de operación en Costa Rica; la compañía comenzó a ofrecer líneas desde el 5 de noviembre, a los usuarios que se registraron previamente en su página oficial o por medio de las redes sociales mientras su lanzamiento oficial se dio el 11 de noviembre. En la actualidad ofrecen su servicio en la banda 1800MHz GSM/2G y en la banda 2100MHz en UMTS/HSDPA/3G compitiendo directamente con kölbi (operador estatal, propiedad del ICE, quienes operan en las bandas 850MHz en UMTS/HSDPA/3G y 1800MHz en GSM/2G) y con Movistar (hoy Liberty Costa Rica, antes operado por Telefónica de España, y hoy operada por Liberty Latin America de Estados Unidos, quienes operan en las bandas 850/2100MHz en UMTS/HSDPA/3G y 1800MHz en GSM/2G). Y entre finales de 2012 y principios del 2013, Claro lanzó al mercado costarricense su servicio de televisión satelital.
Claro Fanáticos, Claro Fans y Claro Club
Claro posee el servicio de Claro Fanáticos y Claro Fans. El cual se basa en un sitio web, con una aplicación para teléfonos inteligentes y el servicio de mensajería de texto premium, donde los usuarios pueden suscribirse marcando la palabra FAN al 8201.
Claro Club es el programa de fidelización que Claro tiene para sus clientes hogar, postpago y prepago. Con Claro club, se puede disfrutar de descuentos y experiencias en comercios aliados, además de premios.

### Panamá
La marca inició sus operaciones en el país en marzo de 2009, bajo el eslogan "Yo lo tengo Claro". Se le consideró como el cuarto operador de telefonía móvil en Panamá, luego de Cable & Wireless, Movistar y Digicel. Desde 2009, contó con 350 estaciones base a nivel nacional, y comunicó al 90% de la población de las principales ciudades del país, cobertura que amplió al 100% a finales de 2009. En enero de 2011, Claro incorporó a su oferta de servicios en Panamá el servicio de Televisión Satelital Claro TV, reforzando de esta manera su posición de empresa integral de telecomunicaciones en Panamá ofreciendo en el país los servicios de Telefonía Celular, Internet Móvil y Televisión Satelital. Claro presentó en Panamá en agosto de 2011 la primera red 4G basada en la tecnología HSPA+ que permitirá a sus clientes aumentar la velocidad de transmisión de datos para poder navegar y descargar contenidos a través del servicio de Internet Móvil, ya sea con sus teléfonos celulares o conectándose a un computador o laptop con su módem 4G. Posteriormente, la compañía presentó en agosto de 2015 dos nuevos hitos: La evolución de su red móvil 4G LTE para diferentes puntos del país y el nuevo servicio de Claro Sin Fronteras en septiembre de 2021 Cable & Wireless compró Claro (Panamá).

### Puerto Rico
La marca Claro fue introducida a Puerto Rico el 19 de mayo de 2007, con una millonaria inversión publicitaria, para reemplazar a la marca Verizon Wireless que había sido utilizada hasta esa fecha. Es la primera mejor compañía a nivel mundial ya que ofrece la mejor cobertura a través de Puerto Rico y el mundo. Claro representa los servicios de telefonía móvil de Puerto Rico Telephone, quien brinda servicios de telefonía fija y data en la isla. La marca fue introducida al mercado inalámbrico como parte de la adquisición de esta compañía telefónica el 30 de marzo de 2007 por parte de América Móvil.

### República Dominicana
Claro fue lanzada en República Dominicana en enero del 2007 como parte de un proceso de separación de los servicios celulares de la antigua Verizon Dominicana comprada por América Móvil por más de 2.000 millones dólares, siendo la operación más importante de América Móvil en 2006. Los servicios de telefonía fija y de datos quedaron agrupados bajo la antigua marca de Codetel. Claro cuenta con más de 4,5 millones de clientes a julio de 2009.

## Norteamérica

### México

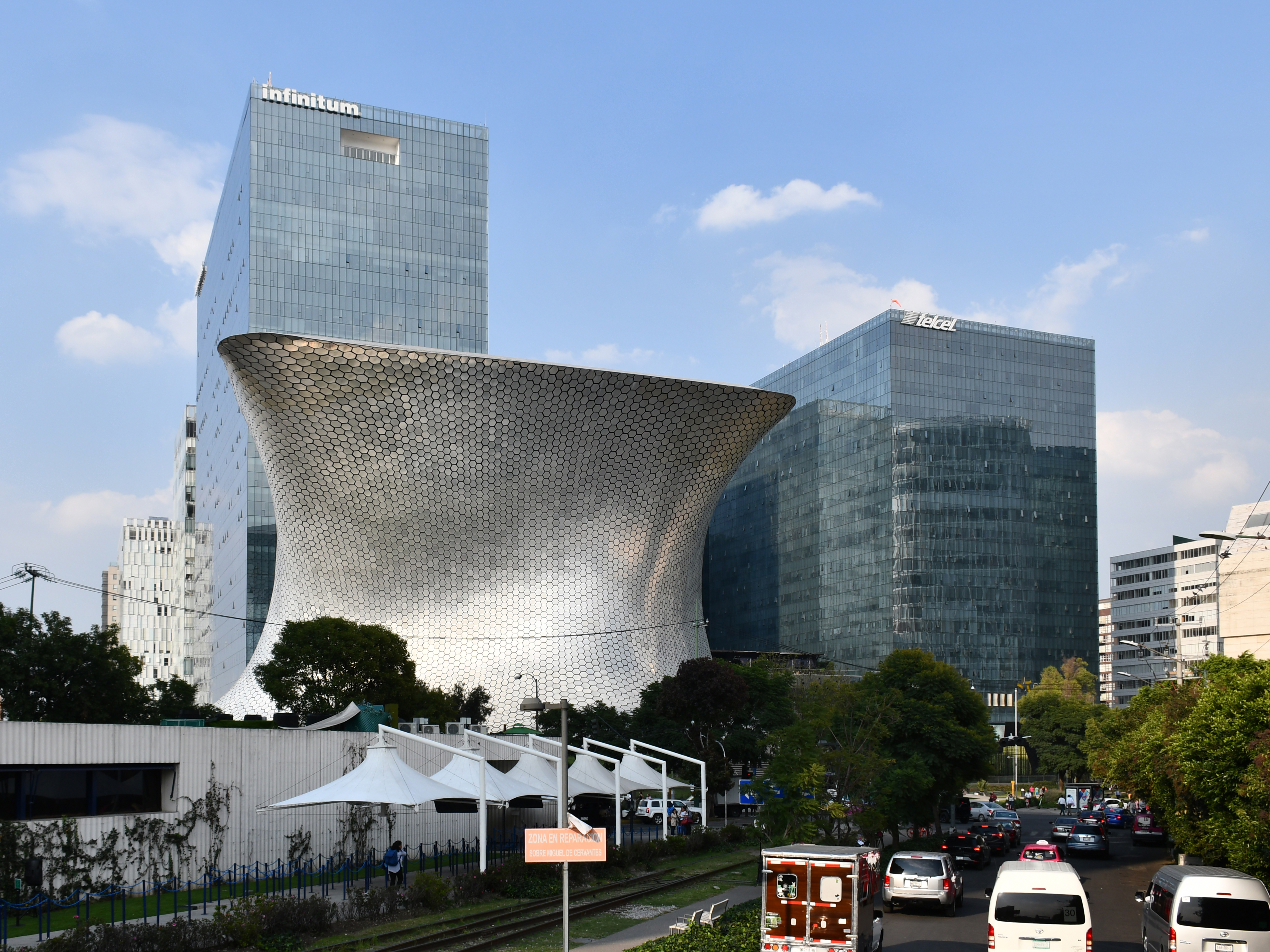
Plaza Carso

Claro Video es operado por el conjunto Telmex y Telnor desde noviembre de 2012. Incluyendo Telcel desde 2016. Claro Video es una empresa de streaming que ofrece caricaturas, series de televisión, películas y eventos especiales. El servicio es facturado a sus clientes de Telmex, Telnor y Telcel. En este rubro, sus principales competidores a nivel mundial son Netflix, Amazon Prime Video, Disney+ y Max (anteriormente conocido como HBO Max); en México, compite con Vix, de Grupo Televisa y Univision; y Cinépolis Klic, de Cinépolis.

## Marcas
| Nombre             | Logotipo | Actividad                   |
| ------------------ | -------- | --------------------------- |
| Telecomunicaciones |          |                             |
| Claro              |          | Telefonía móvil Banda ancha |
| Entretenimiento    |          |                             |
| Claro TV           |          | Televisión por cable        |
| Claro Play         |          | Televisión de paga          |
| Claro Sports       |          | Deportes                    |
| Marca Claro        |          | Noticias                    |
| Streaming          |          |                             |
| Claro Video        |          | Vídeo bajo demanda          |
| Claro Música       |          | Música                      |
| Videojuegos        |          |                             |
| Claro Gaming       |          | Videojuegos                 |
| Claro Juegos       |          | Videojuegos                 |
| Club Claro Apps    |          | Tienda de software          |
| Claro eSports      |          | Deportes electrónicos       |
| Claro VR           |          | Realidad virtual            |
| Otros              |          |                             |
| Claro Shop         |          | Comercio electrónico        |
| Claro Drive        |          | Computación en la nube      |